# The Bendricks

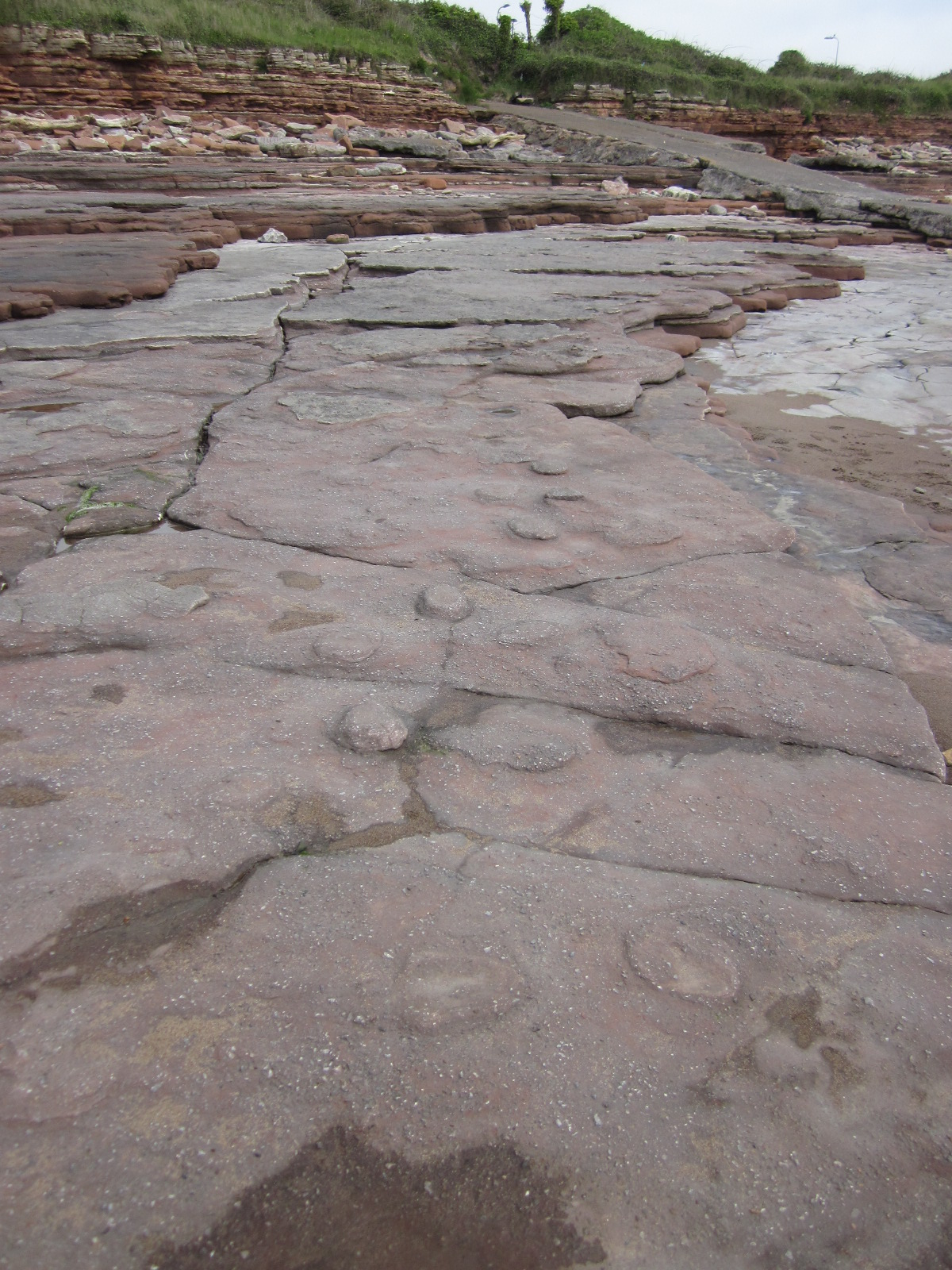
Dinosaurier-Fußabdrücke.

The Bendricks ist ein Küstenstreifen und eine wichtige paläontologische Stätte im Vale of Glamorgan in Süd-Wales entlang der Nordküste des Bristolkanals zwischen Barry und Sully. Dinosaurierspuren machen den Küstenstrich zu einer Site of Special Scientific Interest (SSSI).

## Geographie
Der vorspringende Felsen liegt an der Außenküste des Industriehafens von Barry zwischen dem östlichen Wellenbrecher an der Einfahrt zu den Barry Docks am Westende und Hayes Point am östlichen Ende. Das unterliegende Gestein besteht vor allem aus Kalkstein aus dem Zeitalter des Karbon. Die Stelle ist auch bekannt als Bendrick Rock. Der Felsen, der sich vom Land ins Meer hineinschiebt, ist zu Zeiten der höchsten Springtide wasserbedeckt, während er während normaler Tiden zumindest noch teilweise sichtbar ist. Die Gesteinsarten sind vor allem Tonsteine (Mudstones), Schluffsteine (Siltstones) und Konglomerate (Mercia Mudstone Marginal Facies), die durch Ablagerungen am Ufer eines schlammigen Flachmeeres während der frühen und Späten Trias entstanden. 
Das künstliche Ästuar des Cadoxton River, das beim Bau der Barry Docks durch die Barry Railway Company seit 1884 verlegt wurde, mündet nun an dieser Stelle in den Bristolkanal. Inland von den Bendricks liegt die Kaserne HMS Cambria sowie das ehemalige Sully Hospital.

## Dinosaurierspuren
The Bendricks ist bekannt durch die Entdeckung von Dinosaurier-Fußabdrücke, von denen einige gesichert und in das National Museum Cardiff (National Museum and Galleries of Wales) in Cardiff gebracht wurden. Die BBC behandelte diese Fußabdrücke und die Geologie der Bendricks in einer Dokumentarserie.
Der Gesteinsaufschluss kann zu Fuß über einen Pfad erreicht werden, der entlang des Sicherheitszaunes der Kaserne HMS Cambria bei Hayes Point führt, oder auf dem Weg über den Küstenpfad vom öffentlichen Durchgang am Vale of Glamorgan Recycling Centre von Hayes Road nach Osten.
Die Abdrücke sind teils schwer erkennbar. Kurz nach der Flut sind viele noch mit Wasser gefüllt, so dass es leichter ist sie dann zu erkennen.
Eine kleine Straße in einer Wohnsiedlung wurde nach der Fundstelle als Bendrick Road benannt.